# Sielec (hromada Kowel)
Sielec (ukr. Сільце) – wieś na Ukrainie w rejonie kowelskim obwodu wołyńskiego.